# Dysdera medes
Dysdera medes (лат.) — вид аранеоморфных пауков из семейства Dysderidae.
Обнаружен в Иране. Название таксона происходит от региона, где найдена типовая серия.

## Описание
Мелкий паук. Общая длина голотипа самца 10,0 мм. Карапакс 4,19 мм в длину и 3,17 в ширину. Диаметры глаз: передние AME 0,14 мм, заднесрединные PME 0,14 мм, заднебоковые PLE 0,14 мм. Карапакс, стернум, хелицеры, лабиум и максиллы красновато-коричневые. Ноги оранжевые. Брюшко сероватое, без рисунка. Паутинные железы равномерно темно-желтоватые. Самец нового вида наиболее похож на самца D. granulata из Италии и Балканского полуострова, но отличается формой тегулума (почти такой же ширины, как длина, против 1,5× длины, больше чем ширины) и более тонким псембулусом (такой же ширины, как тегулум, против более широкого, чем тегулум). Самец D. medes отличается от своих сородичей, встречающихся в Иране, очень длинным срединным гребнем (длиннее половины псемболуса, против более короткого), резким кончиком псемболуса в вентральном и дорсальном видах (против нерезкого) и задним апофизом с двумя зубцами (против одного). Включён в состав видовой группы Dysdera longirostris, для которой характерны: хелицеральный клык длиной до базального сегмента, карапакс широкий, плоский и сходящийся кпереди, бульбус с боковым выступом меньше вершины. Расстояние между задними боковыми и срединными глазами (PLE и PME) менее половины их диаметра.

## Распространение
Северный Иран, провинция Тегеран, 35°43'N, 51°24'E.